# Черек Балкарский
Черек Балкарский — река в Кабардино-Балкарии. Протекает по территории Черекского района. Длина реки — 54 км, площадь водосборного бассейна — 688 км². При слиянии с рекой Черек Безенгийский образуют реку Черек.

## География
Река образуется при слиянии двух мощных горных потоков — Карасу и Дыхсу. И далее течёт вниз, образуя Черекское ущелье, которое у села Верхняя Балкария заметно расширяется, а в районе прорезания Скалистого хребта, деятельность реки образовала узкую Черекскую теснину, с относительной глубиной около 1000 метров. Проходя через горные хребты, у села Бабугент река сливается с Череком Безенгийским, образуя тем самым единый Черек.
Основные притоки реки — Рцывашки, Хашхасу и другие (справа) и Тютюнсу, Мусухсу, Чайнашки, Сауран и другие (слева).
На реке построены Верхнебалкарская ГЭС мощностью 10 МВт и Мухольская ГЭС мощностью 0,9 МВт.

## Данные водного реестра
По данным государственного водного реестра России относится к Западно-Каспийскому бассейновому округу, водохозяйственный участок реки — Терек от впадения реки Урух до впадения реки Малка. Речной бассейн реки — Реки бассейна Каспийского моря междуречья Терека и Волги.
Код объекта в государственном водном реестре — 07020000612108200004971.